# Дитманс (Вайдхофен)
Дитманс (Вайдхофен) (нем. Dietmanns (Waidhofen)) — ярмарочная коммуна (нем. Marktgemeinde) в Австрии, в федеральной земле Нижняя Австрия. 
Входит в состав округа Вайдхофен.  Население составляет 1184 человека (на 31 декабря 2005 года). Занимает площадь 6,86 км². Официальный код  —  32202.

## Политическая ситуация
Бургомистр коммуны — Карл Бруннер (СДПА) по результатам выборов 2005 года.
Совет представителей коммуны (нем. Gemeinderat) состоит из 19 мест.
- СДПА занимает 14 мест.
- АПС занимает 3 места.
- АНП занимает 2 места.